# Пятник
„Пятник“ (на немски: Piatnik, с пълно наименование на немски: Wiener Spielkartenfabrik Ferd. Piatnik & Söhne, букв. превод „Виенска фабрика за карти за игра Ферд. Пятник и Синове“) е австрийска компания за производство на карти за игра и настолни игри със седалище във Виена.

## История
Компанията е основана през 1824 г. от производителя на карти Антон Мозер (1784 – 1842) в Нойбау, Виена. През 1843 г., след смъртта на Мозер неговият колега, роденият в Унгария Фердинанд Пятник (1819 – 1885) поема управлението на компанията, а няколко години по-късно се жени за вдовицата на Мозер. Тримата синове на Пятник се присъединяват към компанията през 1882 г., добавяйки имената си към това на баща си.
Фердинанд умира през 1885 г., оставяйки успешния бизнес на синовете и вдовицата си. През 1891 г. е построена нова фабрична сграда на ул. Хютелдорфер в Пенцинг, Виена. През 1896 г. е основана дъщернака компания Piatnik Nándor és Fiai. „Пятник“ продължава да се разширява и през 1899 г. купува производителя на карти за игра Ritter & Cie от Прага. Още през 1923 г. „Пятник“ получава „неотменима“ национална награда и по този начин правото да използва австрийския герб в своя бизнес завинаги. През 1939 г. виенската компания-майка е включена в семейното командитно дружество Wiener Spielkartenfabrik Ferd. Piatnik & Sons.
След войната, през 1951 г., е въведено използването на многоцветния офсетов печат. През 1956 г. фабриката за игрални карти разширява асортимента си, за да включи настолни игри, а от 1966 г. произвежда и пъзели.
Оттогава „Пятник“ се утвърждава като водеща компания в бранша с продадени 25 милиона тестета карти (включително карти за таро, бридж, Tarock, Préférence, Schnapsen, Double German и French), един милион пъзели и един милион настолни игри (като Activity, Tick Tack Bumm, Abalone, Pass the Pigs и Скрабъл) в над 72 държави. Фирмата предлага повече от 200 социални и семейни игри и 1000 варианта на тестета карти за игра.
През 1962 г. заводските помещения във Виена се разширяват с няколко стоманобетонни халета; през 1985 г. е извършено ново разширение.
През 1990 г. е пусната Activity, развлекателна игра за деца и възрастни, която е преведена на пет езика. Междувременно се появяват 15 различни варианта на успешната игра. В Германия се излъчва телевизионната игра Extreme Activity, базирана на настолната игра.
Първото дъщерно дружество е основано през 1989 г., „Пятник ъф Америка“. След него са създадени и дъщерни дружества в Германия, Чехия и Унгария.
Компанията е семейна и днес, като действащите управители са Фердинанд Пятник Четвърти и Дитер Щрел. „Пятник“ има около 200 служители по целия свят, около 150 от тях са във Виена. Според данни на компанията около 10 000 настолни игри, 100 000 пакета карти за игра и 4 000 пъзела се продават в над 60 страни по света всеки ден, което прави „Пятник“ най-големият производител на игри в Австрия и водещ доставчик на игри в Европа.
През 1997 г. в Пенцинг, Виена е кръстена улица на основателя на компанията – „Фердинанд Пятник Вег“ (Ferdinand-Piatnik-Weg).